# Columbus (modul ISS)
Columbus je vědecká laboratoř navržená jako součást Mezinárodní vesmírné stanice (ISS).
Je to největší příspěvek Evropské kosmické agentury (ESA) ke stavbě ISS. Columbus byl postaven v Evropě a do Kennedyho kosmického střediska byl letecky dopraven těžkým dopravním letadlem Airbus Beluga. Start se uskutečnil 7. února 2008 raketoplánem Atlantis při letu STS-122.
Navržená životnost modulu Columbus je deset let.

## Historie
Vedení Evropské kosmické agentury (ESA) schválilo program Columbus v roce 1985. Od té doby byly vypracováno množství studií a návrhů. Původně zahrnoval program Columbus letovou konfiguraci: samostatná vědecká kosmická stanice obsluhovaná raketoplánem Hermes, který by stanici periodicky navštěvoval kvůli údržbě a vyzvedávání vědeckých výsledků, modul APM (Attached Pressurized Module) a polární platforma (Polar Platform – pohybuje se po polární dráze).
Koncem roku 1989 vypracoval hlavní dodavatel MBB-ERNO návrh rozpočtu na projekt, cena však byla pro ESA příliš vysoká. Po dalších rozpočtových škrtech (a zrušení francouzského programu Hermes) zbyl z projektu jen modul APM, přejmenovaný na Columbus. Polární platforma byla řešena samostatně s francouzským satelitem Helios. ESA se rozhodla provozovat laboratoř Columbus jako součást Mezinárodní vesmírné stanice (ISS).
Na stavbě modulu se podílela italská firma Alcatel Alenia Space a německá společnost MBB-ERNO. Alenia vyrobila vlastní tělo modulu, mechanické systémy, systémy podpory života a tepelné systémy. Německý partner vyrobil všechny letecké systémy a software.
Konstrukce použitá u laboratoře vychází z víceúčelového transportního modulu MPLM, postaveného pro NASA společností Alcatel Alenia Space. V roce 2000 byl modul dopraven do Brém v Německu, kde se dokompletoval a kde proběhly testy systému.

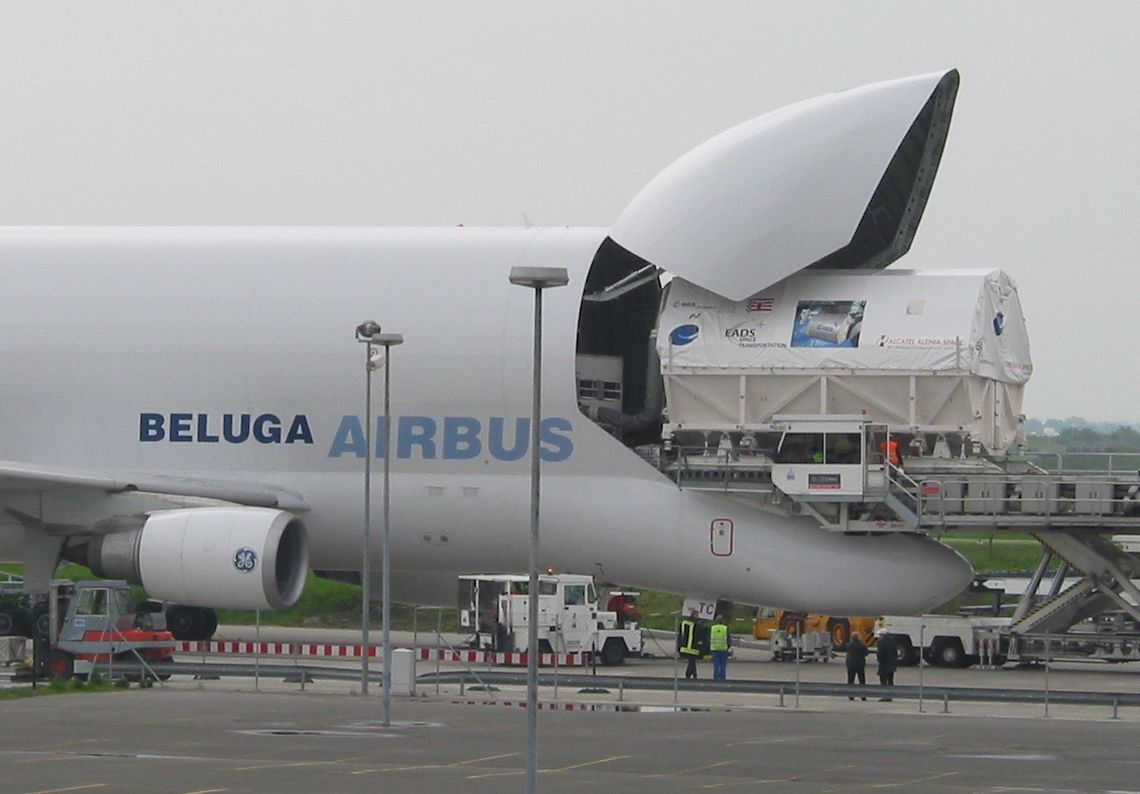
Nakládání laboratoře Columbus na letišti v Brémách

27. května 2006 byl Columbus přepraven z Brém do Kennedyho kosmického střediska pomocí Airbusu Beluga.
Zpoždění výroby a startu zařízení proti původně plánovaným termínům bylo způsobeno problémy při vývoji, požadovanými změnami v designu (ESA) a problémy se starty raketoplánů. Největší úpravy prodělaly externí platformy EPF (External Payload Facility). Modul měl také obsahovat zařízení pro přímé komunikační spojení se Zemí, které mělo zároveň sloužit jako záložní pro ISS, kvůli vysoké ceně však nebylo realizováno.

## Konstrukce
ESA vybrala jako hlavního dodavatele laboratoře Columbus firmu EADS Astrium Space Transportation. Modul byl postaven v závodě v Brémách v Německu. Letové konstrukce, ochranu proti mikrometeoritům, aktivní a pasivní řízení teplot, řízení vnitřního prostředí, další výbavu a odpovídající podpůrná pozemní zařízení vyrobila společnost Alcatel Alenia Space v Turíně v Itálii.

## Popis
Laboratoř tvoří válcovitý modul s oběma konci kónickými. Má v průměru 4,5 m a jeho délka je 7 m. Tvar modulu je velmi podobný víceúčelovému transportnímu modulu MPLM (Multi-Purpose Logistics Module), oba byly navrženy pro přepravu v nákladovém prostoru raketoplánu. Jedna kónická strana je vybavena laboratorní technikou a počítači, v protějším konci je umístěn průlez, kterým bude laboratoř spojena s modulem Harmony.

### Specifikace
- Délka: 6,871 m
- Průměr: 4,487 m
- Startovní hmotnost (s 2 500 kg vybavení): 12 800 kg
- Celková hmotnost na orbitě (vč. 10 500 kg vybavení): 19 300 kg

## Výzkumné aktivity a hlavní cíle
Po zprovoznění modulu Columbus budou aktivity v laboratoři koordinovány s pozemním řídícím střediskem (Columbus Control Centre) v Oberpfaffenhofenu v Německu ve spolupráci s dalšími operačními centry v Evropě.
Laboratoř může být vybavena deseti skříňovými moduly s vědeckými experimenty (International Standard Payload Racks).
Podle dohody s NASA může Evropská kosmická agentura využívat 51 % vědecké kapacity laboratoře.
ESA bude využívat pět skříňových vědeckých modulů, dalších pět skříní je určeno pro výzkumy NASA. Čtyři tyto moduly jsou umístěny na přídi, čtyři jsou na zádi a dva v horní části laboratoře.
Další tři skříňové moduly jsou určeny pro podporu života a pro chladicí systémy a zbývající skříně slouží jako ukládací prostory.
Navíc lze z vnější strany laboratoře umístit čtyři plošiny pro vědecké přístroje. Každá externí plošina je namontovaná na adaptéru, na který je možno umístit menší instrumenty a experimenty o hmotnosti až 227 kg.

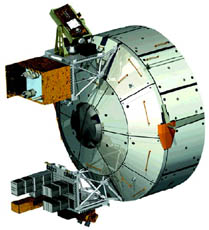
Sluneční observatoř SOLAR je umístěna na vnější části laboratoře Columbus

Pro modul Columbus jsou připraveny následující skříňové experimentální moduly:
- pro fyzikální pokusy Fluid Science Laboratory (FSL)
- pro lékařské výzkumy European Physiology Modules (EPM)
- pro biologické pokusy Biolab
- podpora pro ostatní experimentální moduly European Drawer Rack (EDR)
- uskladňovací modul European Stowage Rack

První externí zařízení namontovaná na Columbus jsou:
- multifunkční platforma pro nejvýše devět nezávislých experimentů European Technology Exposure Facility (EuTEF)
- výzkum Slunce Solar Monitoring Observatory (SMO/SOLAR)
- ultrastabilní atomové hodiny Atomic Clock Ensemble in Space (ACES)
- výzkum polarizace záření SPOrt (Sky Polarisation Observatory)

## Odklad startu
Kvůli poškození raketoplánu Atlantis při bouři s krupobitím 26. února 2007 došlo k odkladu i následujících startů raketoplánů k Mezinárodní vesmírné stanici. Nový termín startu letu STS-122 s laboratoří Columbus byl stanoven na 6. prosince 2007.
Zhruba šest hodin před plánovaným startem byl oznámen další odklad nejméně o jeden den z důvodu poruchy dvou ze čtyř senzorů stavu paliva. Po dalším jednodenním odkladu NASA oznámila, že se start kvůli přetrvávajícím technickým problémům se senzory uskuteční až v příštím roce, nejdříve 2. ledna 2008.
O několik dní později byl termín startu posunut na 10. ledna. Začátkem ledna agentura NASA oznámila, že raketoplán odstartuje nejdříve 24. ledna, nakonec se raketoplánu Atlantis podařilo úspěšné odstartovat 7. února 2008.

## Předstartovní příprava a start

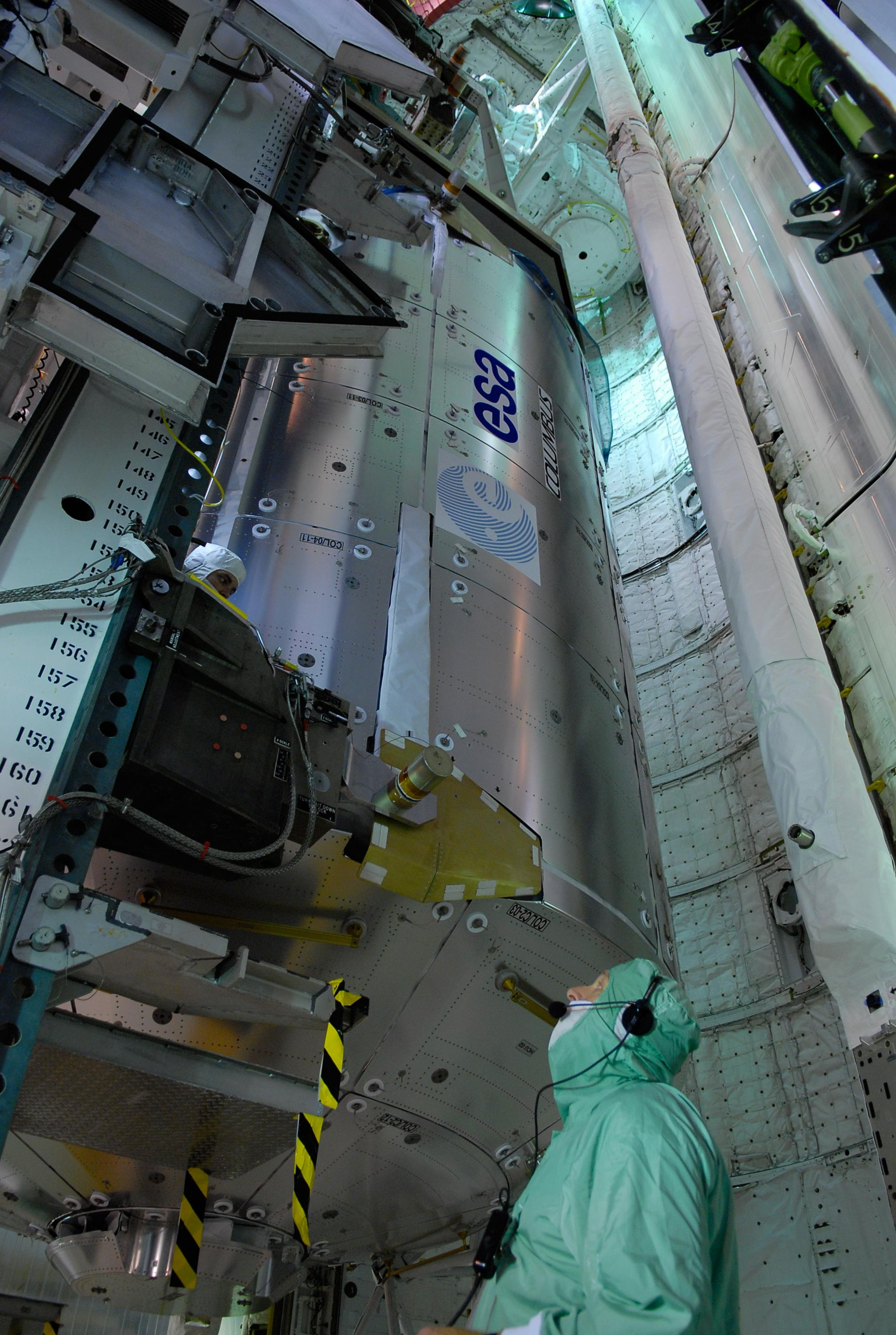
Instalace laboratoře do nákladového prostoru raketoplánu Atlantis

Při přípravě k letu byl modul umístěn na Kennedyho vesmírném středisku v budově Space Station Processing Facility. Asi šest měsíců před plánovaným startem prodělal Columbus závěrečná testování. 10. listopadu 2007 byl raketoplán Atlantis na mobilním transportéru dopraven na startovací rampu 39A a do jeho nákladového prostoru byla umístěna 12. listopadu laboratoř.
Posádka Mezinárodní vesmírné stanice provedla 24. listopadu výstup do vesmíru (EVA), při kterém astronauti Peggy Whitsonová a Daniel Tani odstranili z pravobočního připojovacího uzlu modulu Harmony tepelný kryt a připravili tak stanici na přijetí evropské laboratoře.
Laboratoř Columbus dopravil na ISS raketoplán Atlantis při letu 1E (mise STS-122). Start byl kvůli závadě přídavné palivové nádrže ET odkládán, 7. února 2008 raketoplán s laboratoří v nákladovém prostoru úspěšně odstartoval.

## Columbus na ISS
11. února se uskutečnil výstup do vesmíru, kterého se zúčastnili astronauti Rex Walheim a
Stanley Love. Hlavním úkolem tohoto výstupu bylo vyzvednout laboratoř Columbus z nákladového prostoru raketoplánu a připojit jej ke stanici. Astronauti nejdříve odpojili modul od elektrického vedení napájející vytápění laboratoře, namontovali na něj zařízení PDGF (Power Data Grapple Fixture) sloužící k připojení staničního manipulátoru SSRMS a sejmuli ochranné kryty. Columbus pak byl vyzvednut staničním manipulátorem a přenesen k bočnímu připojovacímu místu modulu Harmony. Tím se stala evropská laboratoř součástí Mezinárodní vesmírné stanice.

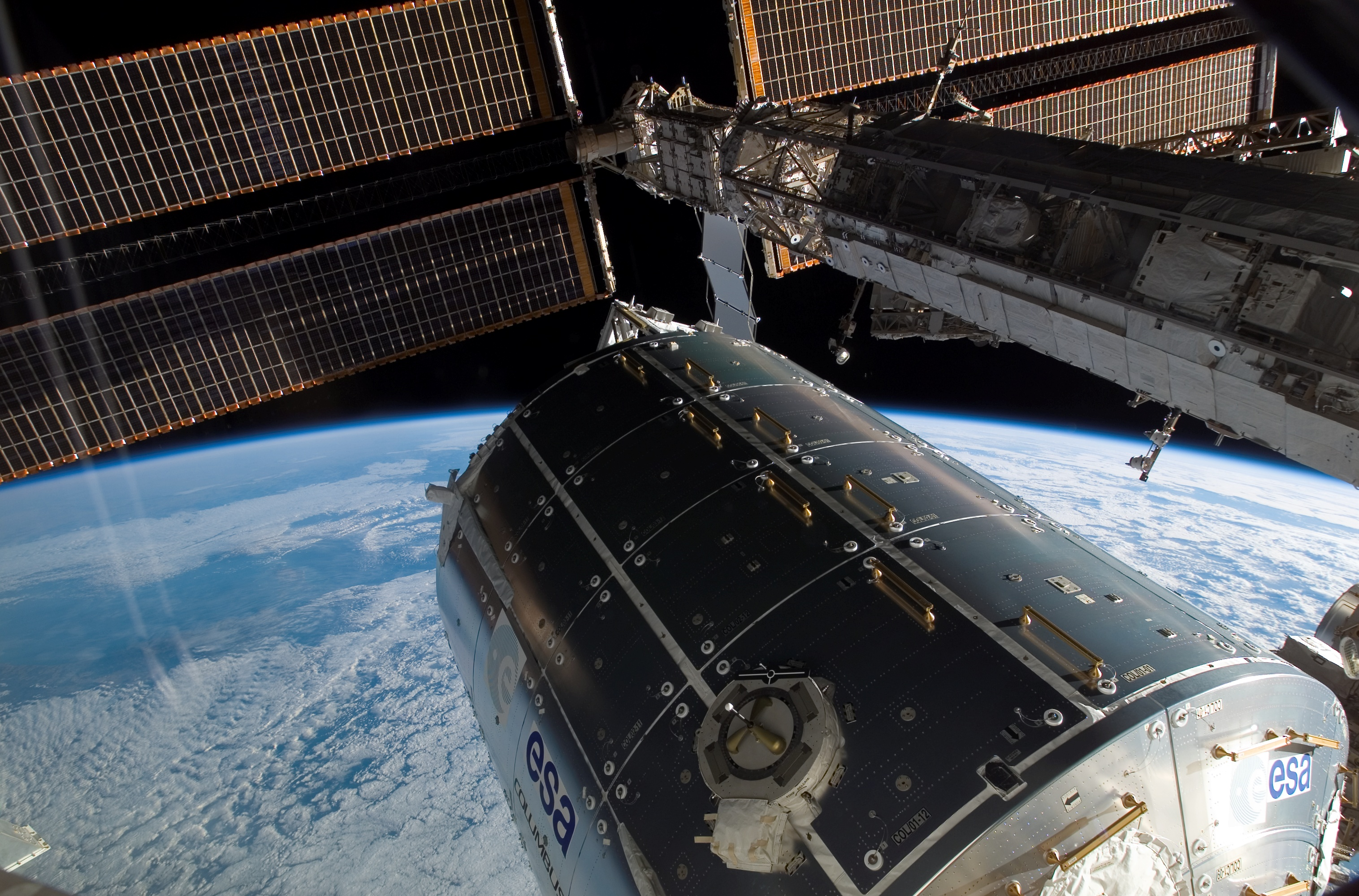
Laboratoř Columbus součástí Mezinárodní vesmírné stanice

12. února posádka raketoplánu Atlantis a dlouhodobá posádka ISS Expedice 16 zahájily práce na oživování laboratoře. Astronauti Schlegel a Eyharts, reprezentující Evropskou kosmickou agenturu (ESA), vstoupili do modulu jako první ve 14:08 UTC.
15. února proběhl další výstup do otevřeného vesmíru, při kterém namontovali astronauti Rex Walheim a Stanley Love na venkovní platformu modulu Columbus zařízení pro výzkum Slunce Solar Monitoring Observatory (SMO/SOLAR) a multifunkční platformu European Technology Exposure Facility (EuTEF).